# Mirjana Lučić-Baroni
Mirjana Lučić-Baroni (Dortmund, Alemania Occidental, 9 de marzo de 1982) es una jugadora profesional de tenis de Croacia. Obtuvo un Grand Slam (el Abierto de Australia en 1998), cuando tenía solo 15 años, en pareja con Martina Hingis, y llegó a las semifinales de Wimbledon en 1999. Tras una serie de problemas personales a partir del año 2000, desapareció de la escena. Después, disputando torneos del circuito challenger, Lučić reaparece como una de las principales 100 jugadoras tras la temporada de 2010. Se casó con Daniele Baroni el 15 de noviembre de 2011, para convertirse en Mirjana Lucic-Baroni.

## Títulos de Grand Slam (1)

### Dobles

#### Títulos (1)
| Año  | Torneo               | Pareja         | Oponentes en la final             | Resultado en final |
| 1998 | Abierto de Australia | Martina Hingis | Lindsay Davenport Natasha Zvereva | 6-4, 2-6, 6-3      |

### Dobles mixto

#### Finalista (1)
| Año  | Torneo    | Pareja          | Oponentes en la final      | Resultado en final |
| 1998 | Wimbledon | Mahesh Bhupathi | Serena Williams Max Mirnyi | 4-6, 4-6           |

## Títulos WTA (6; 3+3)

### Individual (3)
| Leyenda: Antes de 2009     | Leyenda: A partir de 2009 |
| -------------------------- | ------------------------- |
| Grand Slam (0)             |                           |
| WTA Tour Championships (0) |                           |
| Tier I (0)                 | Premier Mandatory (0)     |
| Tier II (0)                | Premier 5 (0)             |
| Tier III (0)               | Premier (0)               |
| Tier IV & V (2)            | International (1)         |

| N.º | Fecha                    | Torneo | Superficie    | Oponente en la final | Resultado           |
| --- | ------------------------ | ------ | ------------- | -------------------- | ------------------- |
| 1.  | 4 de mayo de 1997        | Bol    | Tierra batida | Corina Morariu       | 7-5, 6-7(4), 7-6(5) |
| 2.  | 3 de mayo de 1998        | Bol    | Tierra batida | Corina Morariu       | 6-4, 6-2            |
| 3.  | 14 de septiembre de 2014 | Quebec | Dura (i)      | Venus Williams       | 6-4, 6-3            |

#### Finalista (2)
| N.º | Fecha              | Torneo      | Superficie    | Oponente en la final | Resultado |
| --- | ------------------ | ----------- | ------------- | -------------------- | --------- |
| 1.  | 24 de mayo de 1997 | Estrasburgo | Tierra batida | Steffi Graf          | 2-6, 5-7  |
| 2.  | 21 de mayo de 2016 | Estrasburgo | Tierra batida | Caroline Garcia      | 4-6, 1-6  |

### Dobles (3)
| Leyenda: Antes de 2009     | Leyenda: A partir de 2009 |
| -------------------------- | ------------------------- |
| Grand Slam (1)             |                           |
| WTA Tour Championships (0) |                           |
| Tier I (1)                 | Premier Mandatory (0)     |
| Tier II (0)                | Premier 5 (0)             |
| Tier III (0)               | Premier (0)               |
| Tier IV & V (0)            | International (1)         |

| N.º | Fecha                    | Torneo               | Superficie | Pareja         | Oponentes en la final             | Resultado     |
| --- | ------------------------ | -------------------- | ---------- | -------------- | --------------------------------- | ------------- |
| 1.  | 1 de febrero de 1998     | Abierto de Australia | Dura       | Martina Hingis | Lindsay Davenport Natasha Zvereva | 6-4, 2-6, 6-3 |
| 2.  | 8 de febrero de 1998     | Tokio (Pacífico)     | Dura (i)   | Martina Hingis | Lindsay Davenport Natasha Zvereva | 7-5, 6-4      |
| 3.  | 14 de septiembre de 2014 | Quebec               | Dura (i)   | Lucie Hradecká | Julia Görges Andrea Hlaváčková    | 6-3, 7-6(8)   |